# Agamède fils de Stymphalos
Pour les articles homonymes, voir Agamède.
Dans la mythologie grecque, Agamède ou Agamédès (en grec ancien Ἀγαμήδης / Agamếdês) est une figure locale d'Arcadie.
Il n'est cité que deux fois par Pausanias : fils de Stymphalos (roi d'Arcadie), il est le père de Cercyon ; il possède en outre un frère, Gortys, mais le trône n'échoit à aucun des deux car « [ils] ne descendaient d'Arcas qu'à la quatrième génération, tandis qu'Aléus, étant fils d'Aphidas, en était plus rapproché d'un degré. »